# Codo (unidad de longitud)

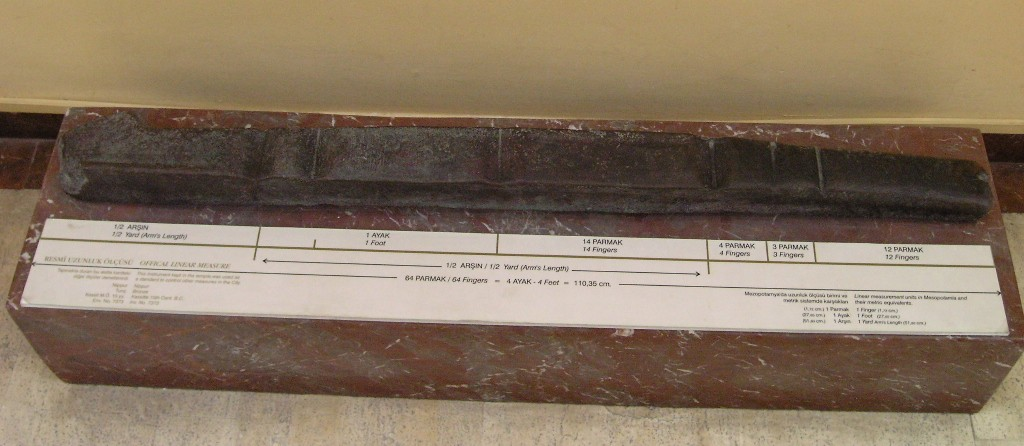
El codo de Nippur meh. Siglo XXVII a. C.,
ahora en el Museo arqueológico de Estambul.

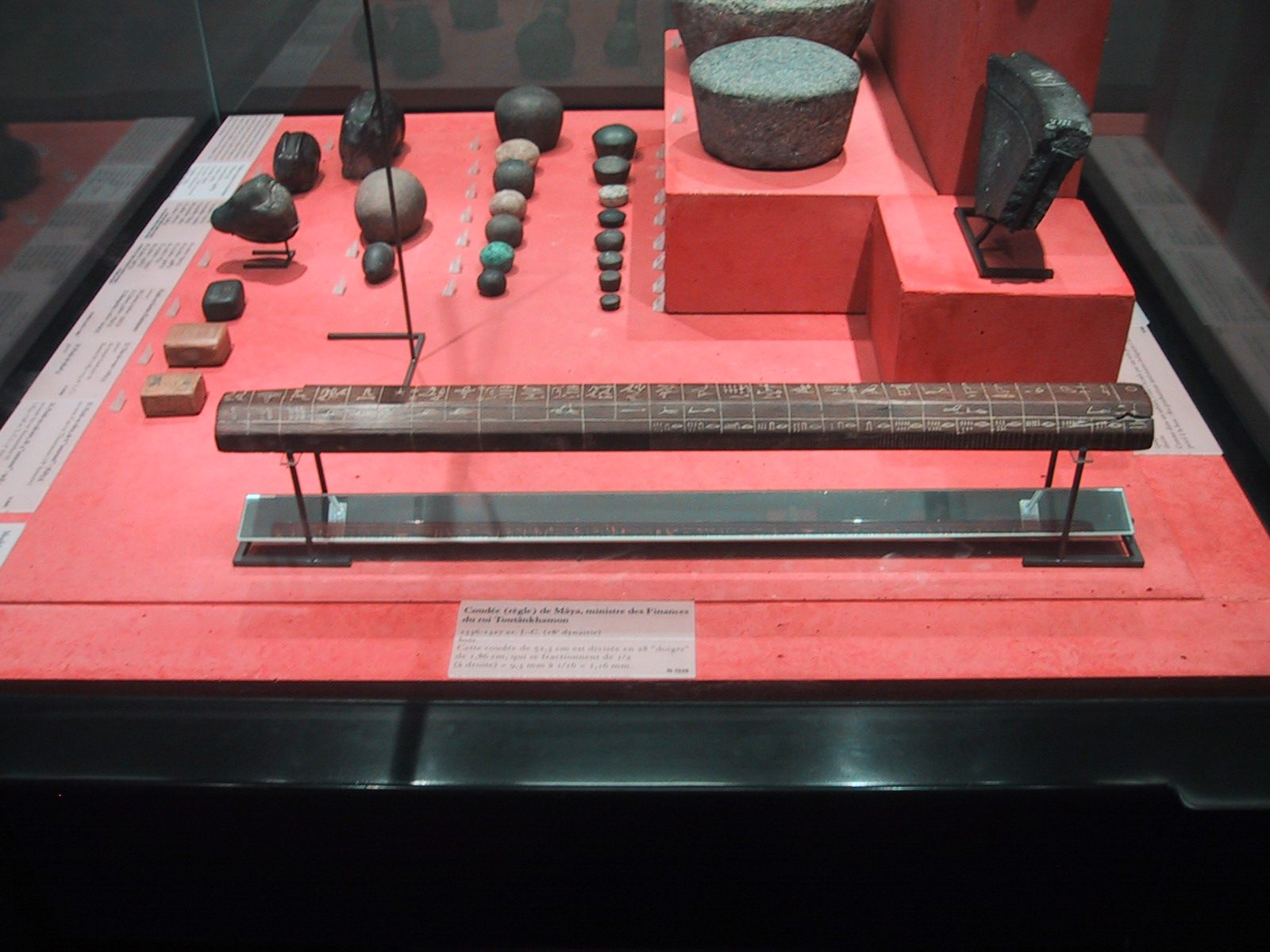
Codo egipcio: meh. Louvre.

El codo fue una unidad de longitud empleada en muchas culturas por su origen antropométrico. En casi todas ellas era la distancia que mediaba entre el codo y el final de la mano abierta (codo real) o a puño cerrado (codo vulgar). Lógicamente, su valor variaba de un país a otro, incluso dentro del país, según su uso.
- El codo egipcio (meh) medía unos 0,45 m.
  - El codo real egipcio, utilizado desde la dinastía III, tenía 0,523 m.
- El codo de Mesopotamia medía 0,533 m.
  - El codo de Nippur tenía 0,518 m.[1]
  - El codo de Babilonia (de Lagash) era de 0,496 m.
- El codo del Imperio aqueménida era de 0,500 m.
- El codo griego (πεχυα) era de 0,463 m.
- El codo del Imperio romano equivalía a 0,4444 m.
- El codo árabe (de Omar) medía 0,64 m.
  - El codo árabe (Negro) tenía 0,54 m.
- El codo tunecino era de 0,473 m.
- El codo de Marruecos era de 0,517 m, también de 0,533 m.
- El codo de Calcuta medía 0,447 m.
- El codo de Ceilán era de 0,470 m.

En Aragón se utilizaba el codo, equivalente a 0,384 m, establecido en el fuero «De los pesos, y mesuras del Reyno», aprobado en las cortes de Monzón de 1553. Un codo equivalía a dos palmos, y una vara, a dos codos.
En Castilla se utilizaba el codo común, de media vara (1,5 pies o 24 dedos), que equivalía a 0,418 m y también el codo real o de ribera, de 33 dedos (1 dedo = 1/16 pie), o 0,5746846875 m. Es probable que El Escorial se proyectara en codos reales de 31 dedos castellanos, es decir 0,5398 m.
Los moriscos usaban el codo mayor, de 33 pulgadas, es decir, 0,8387 m, y el codo mediano, de 24 pulgadas, que equivalía a 0,61 m.